# Attu Station
Attu Station is een sinds augustus 2010 onbewoonde plaats (census-designated place) in het westen van het eiland Attu  in de Amerikaanse staat Alaska, en valt bestuurlijk gezien onder Aleutians West Census Area.

## Demografie
Bij de volkstelling in 2000 werd het aantal inwoners vastgesteld op 20. In 2010 verlieten alle vaste bewoners het eiland omdat het daar aanwezige LORAN-langegolf-navigatiestation gesloten werd.

## Geografie
Volgens het United States Census Bureau beslaat de plaats een oppervlakte van
372,1 km², waarvan 369,3 km² land en 2,8 km² water.

## Plaatsen in de nabije omgeving
De onderstaande figuur toont nabijgelegen plaatsen in een straal van 260 km rond Attu Station.